# Forsmark
Forsmark är en bruksort i Östhammars kommun och Forsmarks socken. SCB avgränsade här en småort mellan 1900 och 2020 samt från 2023.
Forsmarks bruk är ett välbevarat vallonbruk med anor från åtminstone 1570-talet. Kraften till bruket hämtades från Forsmarksån.

## Historia

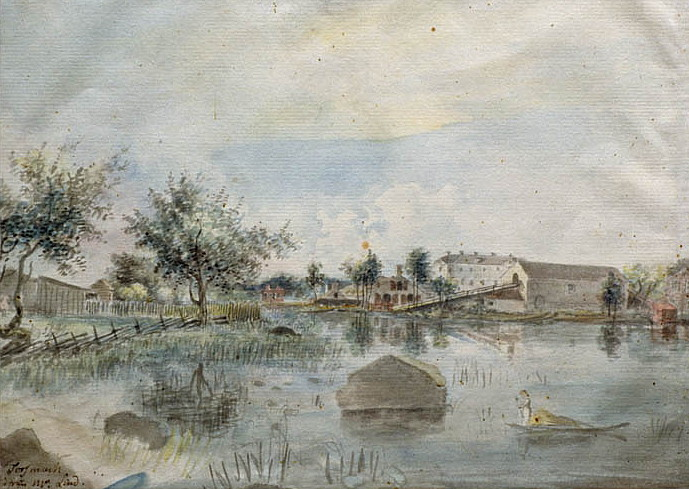
Vy över Forsmarks bruk på 1790-talet. Akvarellerad pennteckning av Elias Martin.

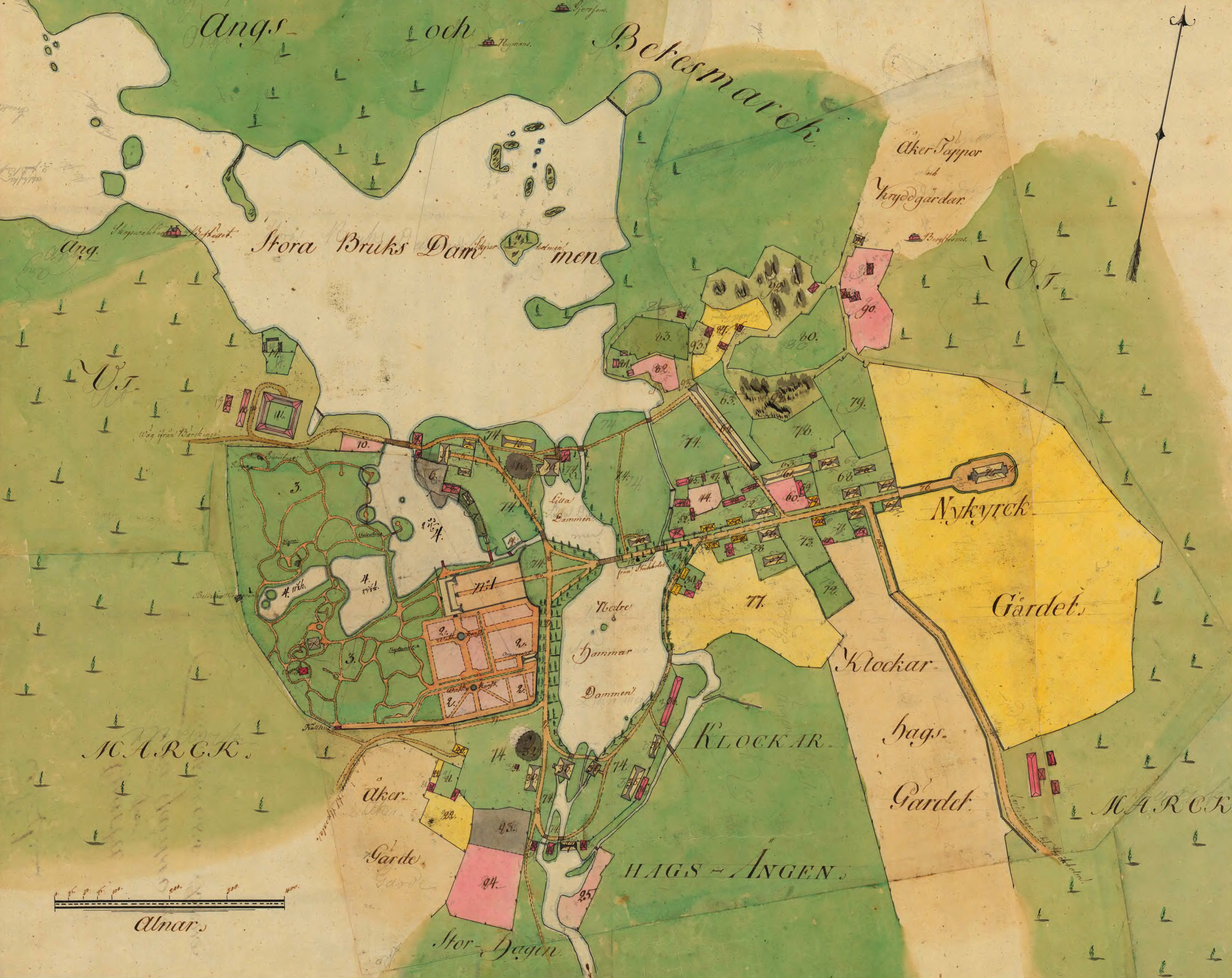
Karta över Forsmark, 1802.

Brukets äldsta historia är okänd, 1570 togs dock bruket som då brukades av bergsmän över av kronan. Här fanns då tre hyttor och sju hamrar. Under Kronans första tid som ägare framställdes här förutom stångjärn och tackjärn huvudsakligen lod till kanoner. Från 1624 arrenderades bruket ut till en grupp handelsmän med Gerard de Besche i spetsen. Han utövade en livlig byggnadsverksamhet vid bruket, bland annat uppfördes två nya vallonsmedjor och två masugnar i sten. Den ena lades dock ned 1641 och flyttades till Vigelsbo där det fanns bättre tillgång på skog. I dessa tider kom även vallonerna från Vallonien i Belgien till Forsmarks bruk, och de Besche kom att rikta in produktionen mot stångjärn framställt med vallonsmidesmetoden. De Beche lät även anlägga en ny masugn och hammarsmedja i Berkinge. Efterhand föll intressenterna från och 1646 återstod endast två, Gerard de Besche och Peter Rochet, vilka då köpte bruket från kronan. Gerard de Besche försökte lösa ut sin kompanjon för att bli ensam ägare till bruket, men först 1660, fyra år efter hans död, lyckades hans änka lösa ut Peter Rochet från hans andel i bruket. Forsmarks ägare tvingades i samband med reduktionen att lösa in delar av bruket, men klarade sig i övrigt utan vidare konsekvenser för ägarna.
Den 17–20 juli 1719 brändes Forsmark av ryssar i samband med rysshärjningarna och endast kyrkan och ett par boningshus klarade sig. Efter branden fick Forsmarks bruk åtta års skattefrihet för att kunna återuppbygga bruket. Redan 1721 var dock stångjärnsproduktionen igång igen. Några nya masugnar uppfördes dock inte här då träkolsbristen gjorde sig alltmer påmind, i stället kom järnet att hämtas från masugnarna i Berkinge, Vigelsbo och Forsbol som alla klarat sig undan rysshärjningarna.

### De Geers och Jennings tid
1735 såldes Forsmark av ättlingarna till de Besche till Carl Wattrang, som dock 1736 sålde det till Gerhard Grundel. Han sålde 1738 bruket vidare till familjen De Geer. Uppbyggnaden av Forsmark var mer än vad De Geers hade råd med och efter att ha tagit stora lån tvingades De Geer sälja bruket år 1751. Det var långivaren Frans Jennings som övertog bruket och vidare inledde han ett samarbete med skotten Robert Finlay och tillsammans bildade de handelsfirman Jennings & Finlay. Handelsfirman köpte även upp Gimo bruk.
Efter Frans Jennings död år 1754 övertogs hans plats i firman av sonen John Jennings. John Jennings och Robert Finlay byggde upp ett omfattande brukskomplex där de köpte upp ett flertal bruk, exempelvis Skebo och Ortala bruk samt Norrtälje faktori. De omfattande egendomsförvärven genomfördes med lån vilka successivt försatte firman i ekonomisk kris. År 1762 upplöstes handelsfirman Jennings & Finlay där Robert Finlay fick överta Gimo bruk och Forsmarks bruk tillföll John Jennings.

### Forsmarks herrgård
John Jennings hade stora visioner för bruket och bland annat lät han bygga en herrgård, idag kallad Gamla herrgården, som invigdes 1765. Jennings var dock inte helt nöjd med herrgårdens utseende och kontaktade därför arkitekten Jean Eric Rehn som ritade den nuvarande Forsmarks herrgård som stod klar år 1774. Kring herrgården anlades en påkostat park och väster om huvudbyggnaden skapades en stor engelsk park. Mycket talar för att ägaren Samuel af Ugglas och den kungliga trädgårdsmästaren Johan Christian Ackermann påverkade gestaltningen. Länge trodde man att Fredrik Magnus Piper skapade parken men så är inte fallet. Piper var endast mannen som tog med sig idéerna från England till Sverige. Idag räknas den engelska parken på Forsmark till en av Sveriges bäst bevarade.

### Familjen af Ugglas tid
År 1773 avled John Jennings, ett år innan nya herrgården stod färdig, och hans änka fick ta över bruket. För änkan Hedvig Sofia von Plomgren innebar övertagandet av bruksverksamheten ett omfattande arbete men även stora omkostnader för att täcka familjens banklån och hon tvingades därför sälja Forsmarks bruk, inklusive gruvrätten i Dannemora på bankauktion 1781.
Forsmark inropades för 90 000 riksdaler av Samuel af Ugglas och hans svåger Anders Barcheus vilka var gifta med döttrarna till den rika brukspatronen Gustaf Wittfoth på Gysinge. Samuel af Ugglas löste sedan ut sin svåger och blev därefter ensam ägare till Forsmarks bruk. Samuel af Ugglas fortsatte att utveckla bruket och lät bland annat bygga Forsmarks kyrka till vilken Gustav IV Adolf lade grundstenen år 1794. Brukets eget folk tillsammans med inhyrda dalkarlar byggde sedan kyrkan som stod klar år 1800. Flertalet byggnader i Forsmarks bruk pryds av Samuel af Ugglas sigill, S af U.
Under 1800-talet hävdade sig Forsmark väl bland övriga järnbruk, vid mitten av 1800-talet ökade till och med produktionen, och smedsbostäderna vid Bruksgatan fick byggas på med en våning för att kunna rymma alla bruksarbetare. Under slutet av 1800-talet började dock Forsmark att förlora konkurrenskraft, förnyades inte och uppvisade allt mindre lönsamhet. 1882 såldes Harnäs masugn av från bruket, 1884 lades masugnen vid Berkinge ned och samma år ombildades Forsmark till familjebolag. På 1890-talet lades vallonsmidet ned. Familjeföretaget drevs dock vidare vid Johannisfors och med avverkning av brukets skogar till en brand 1932 förstörde sulfatfabriken där. 1975 köptes bruket av Forsmarks kraftgrupp samtidigt som det byggnadsminnesförklarades.

## Bilder

Historiska bilder
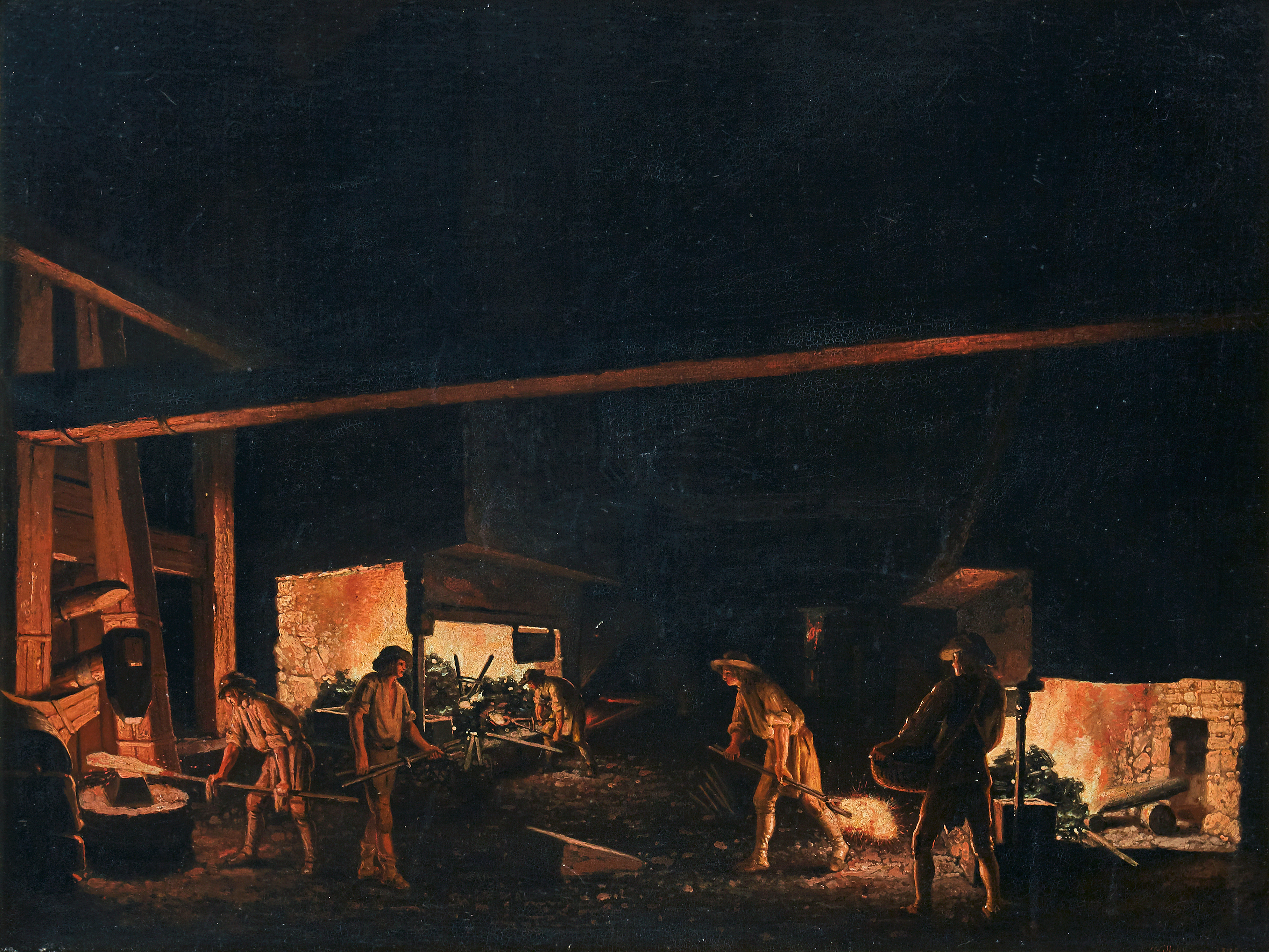
Forsmarks bruk 1793, målad av Pehr Hilleström 1798.
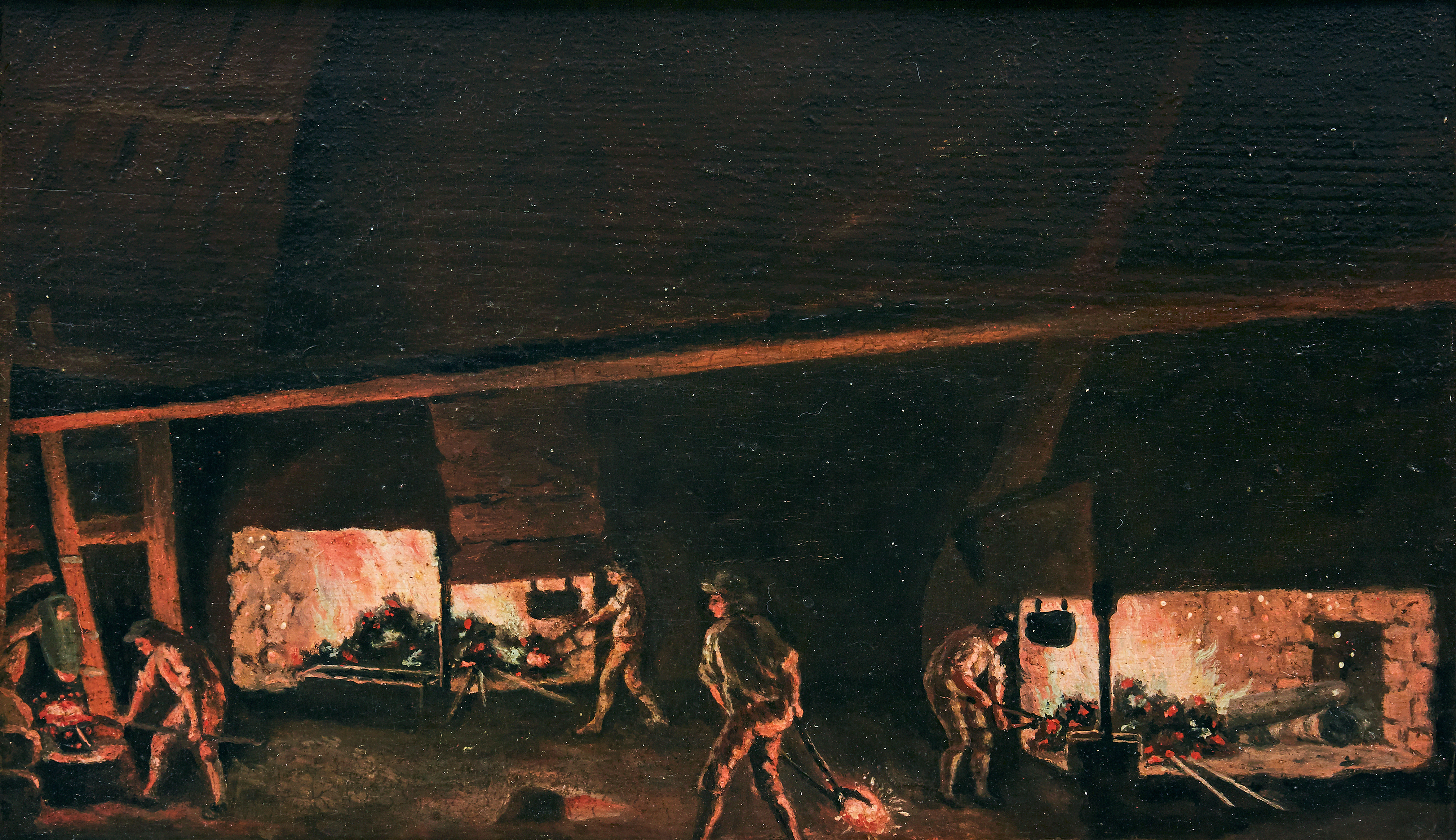
Forsmarks bruk, målad av Pehr Hilleström 1790-talet.
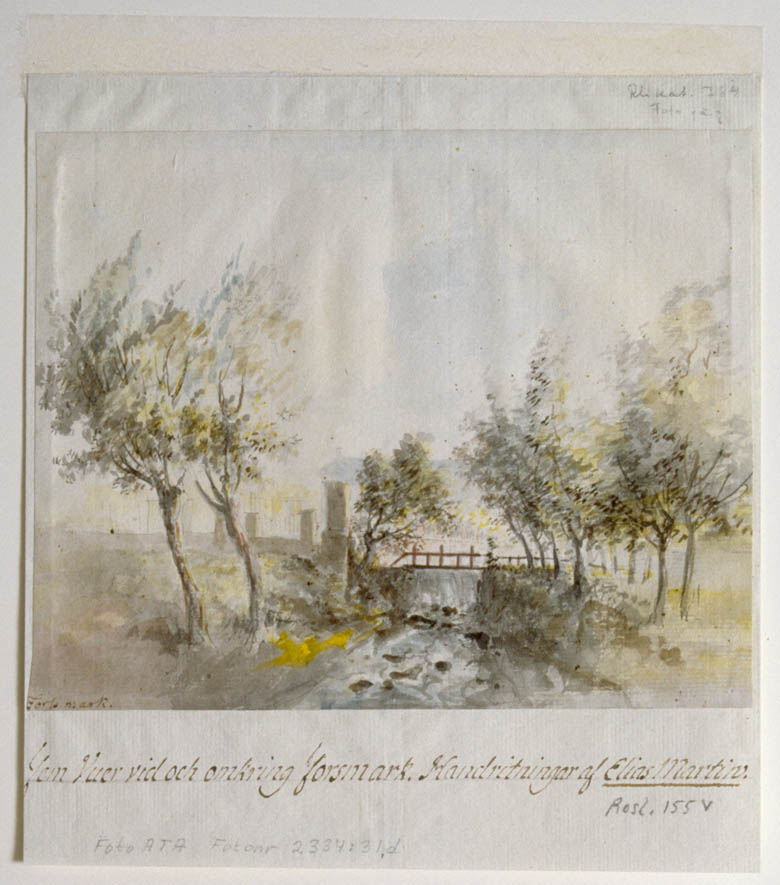
Vuer vid och omkring Forsmark av Elias Martin

Byggnader (urval)
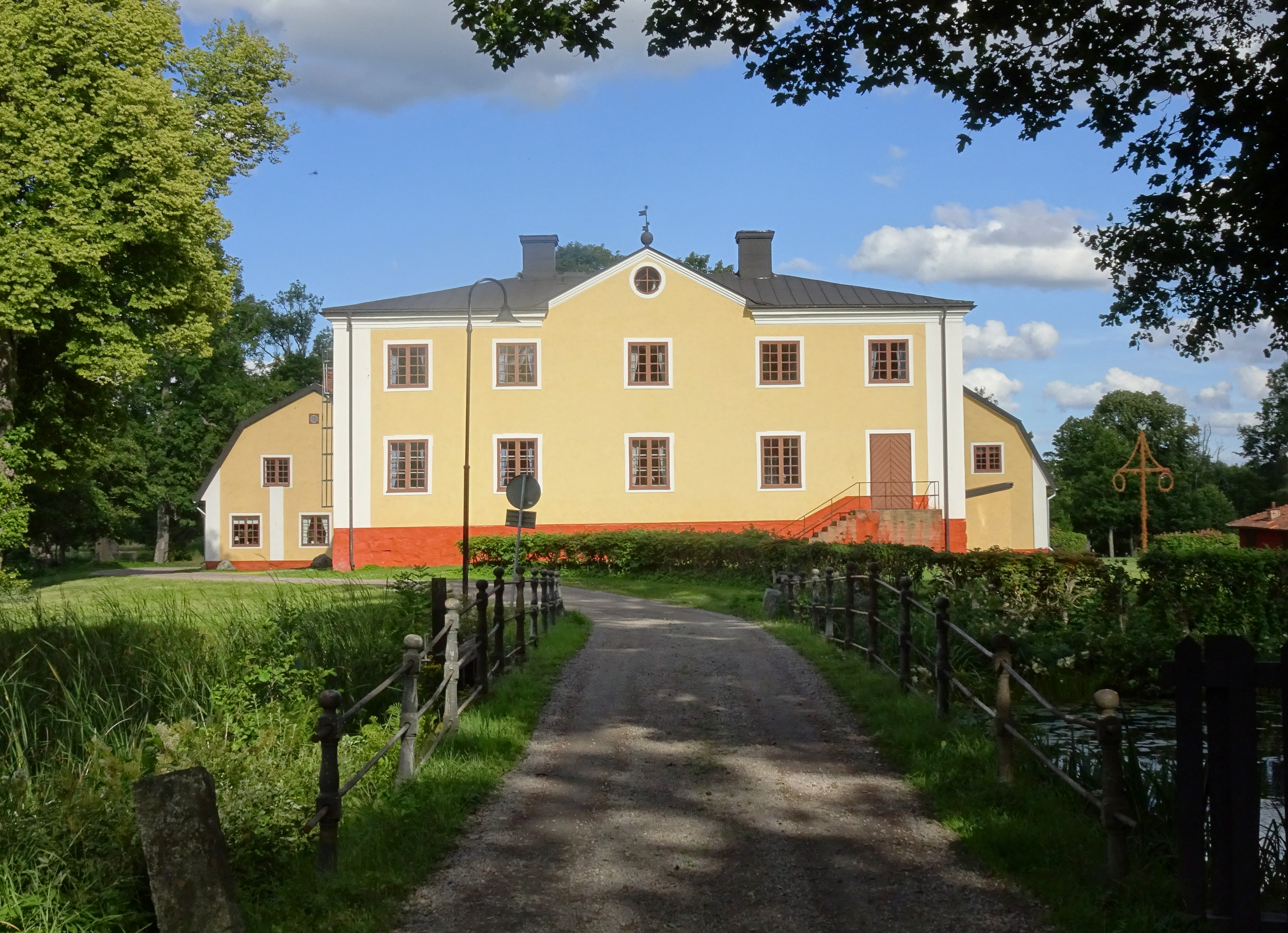
Forsmarks gamla herrgård.
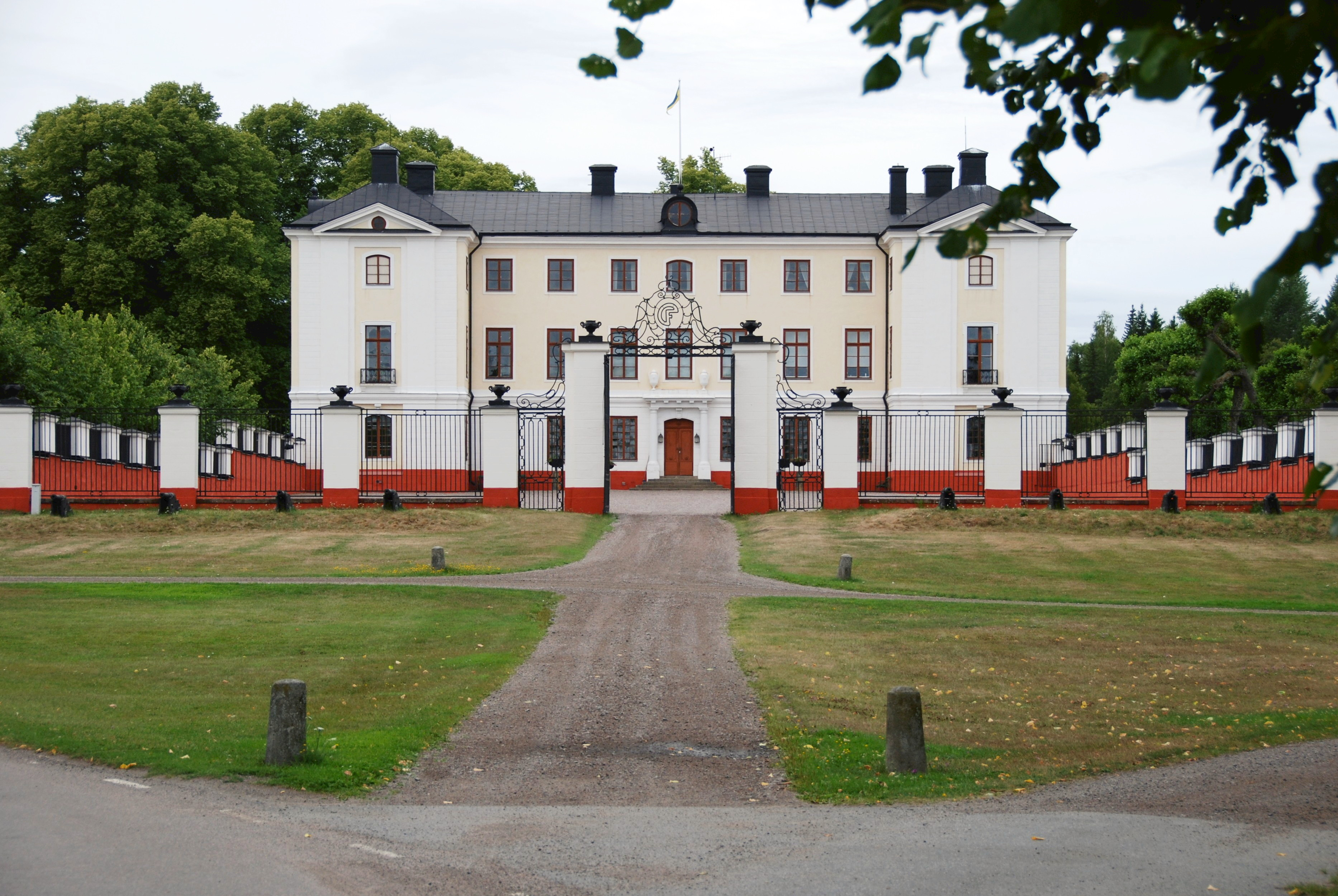
Forsmarks bruks nya herrgård.
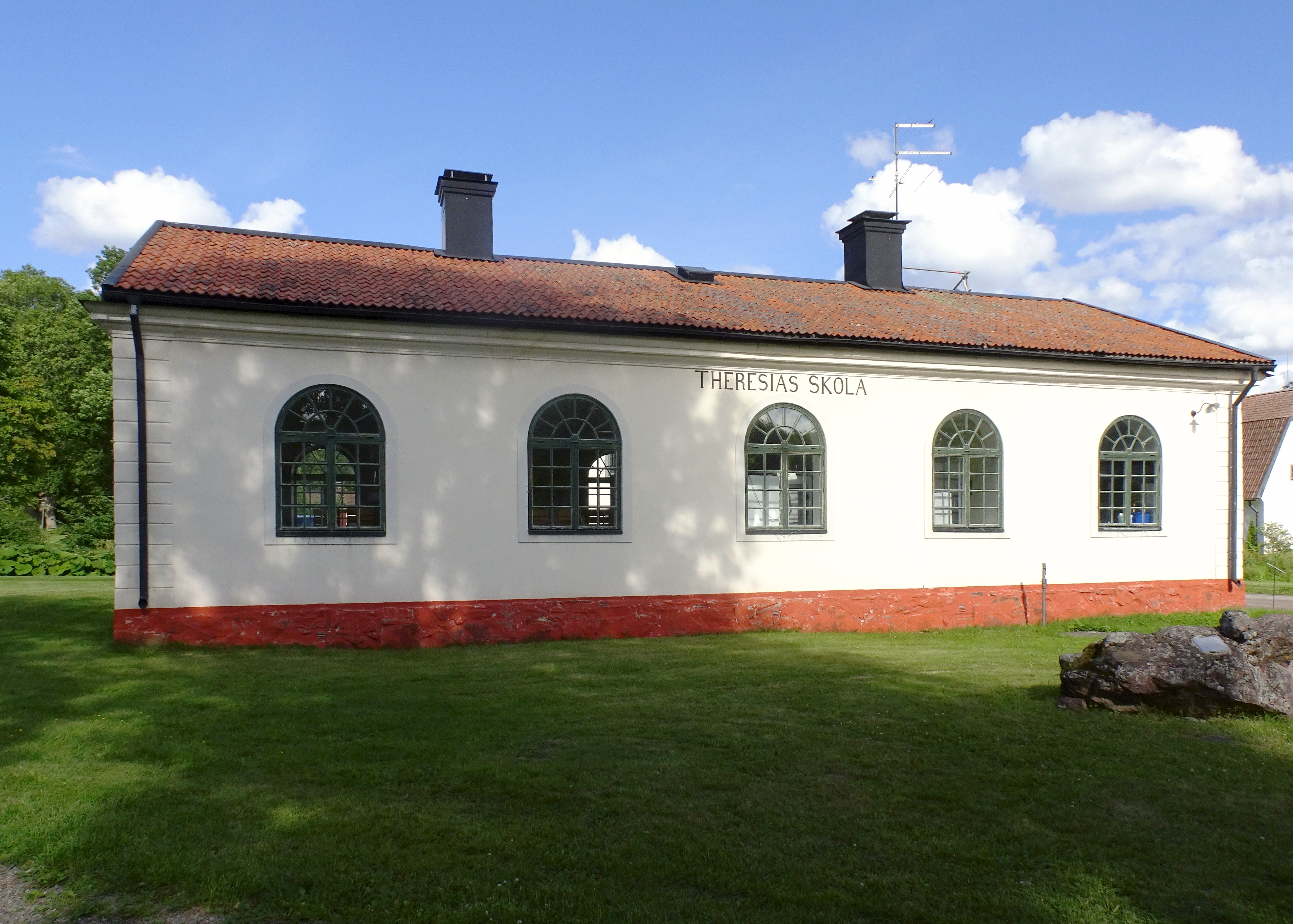
Theresias skola.
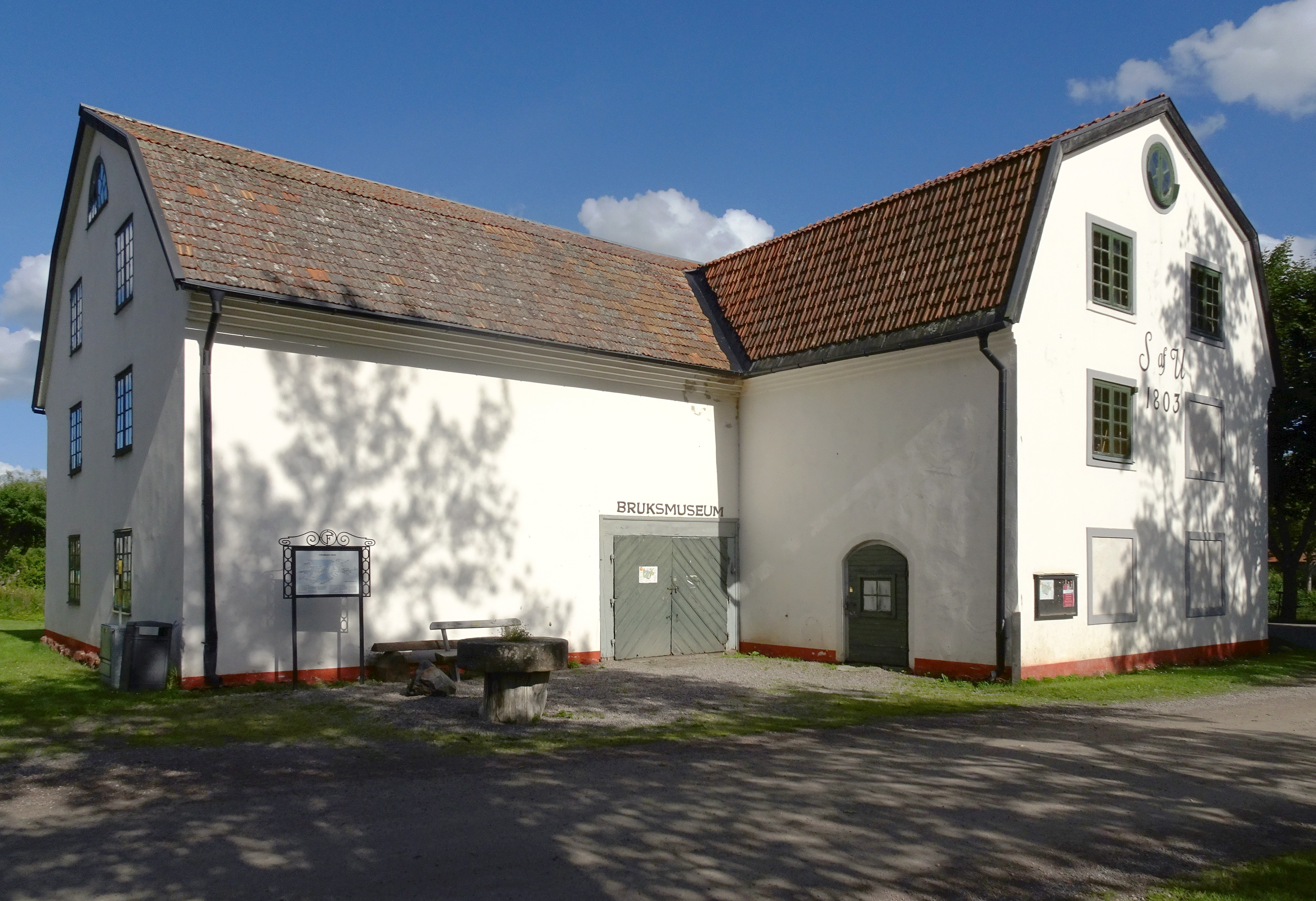
Bruksmuseet i det gamla spannmålsmagasinet.
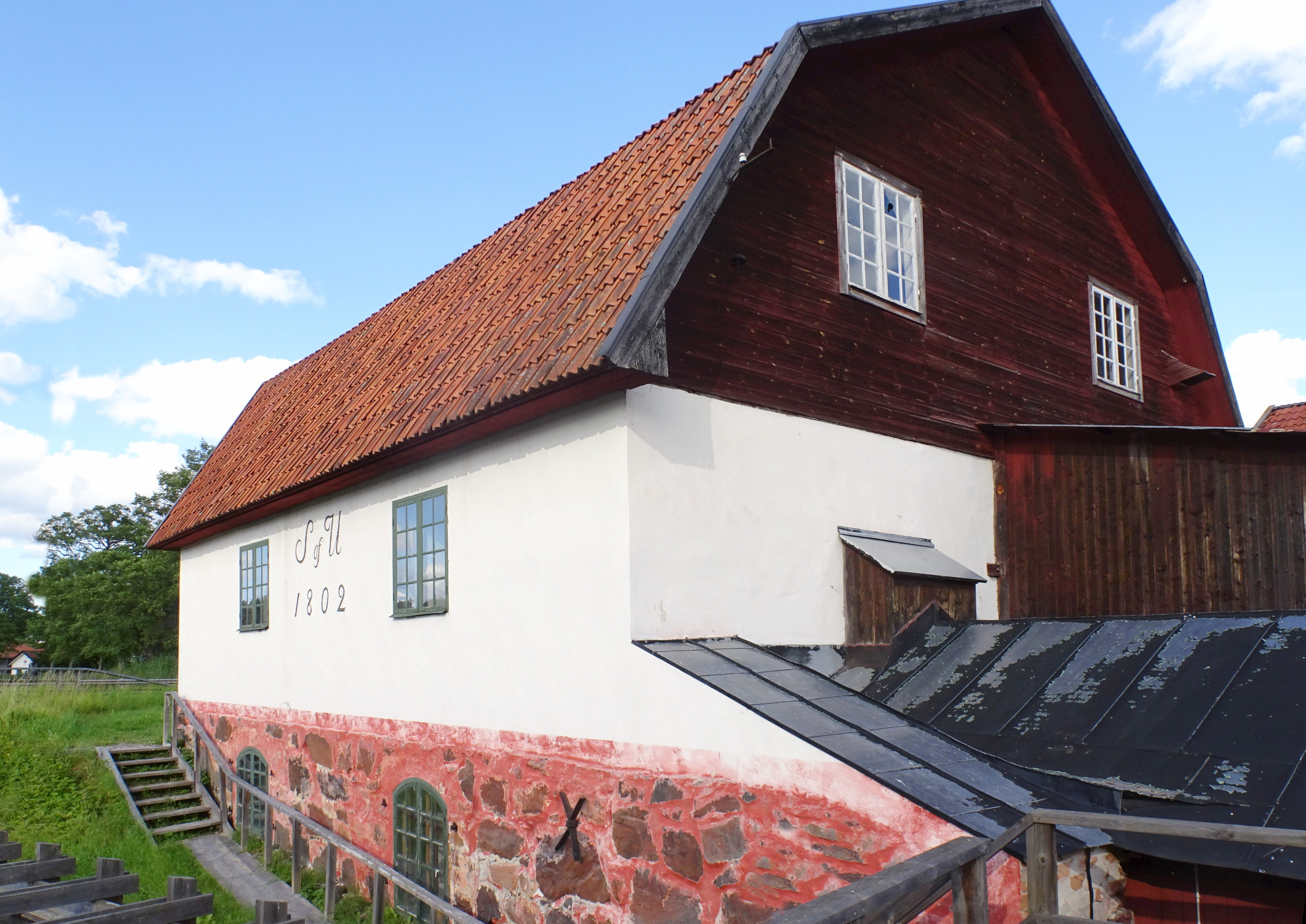
Kvarnen från 1802 med initialerna "S af U" på fasaden.

Omgivningen
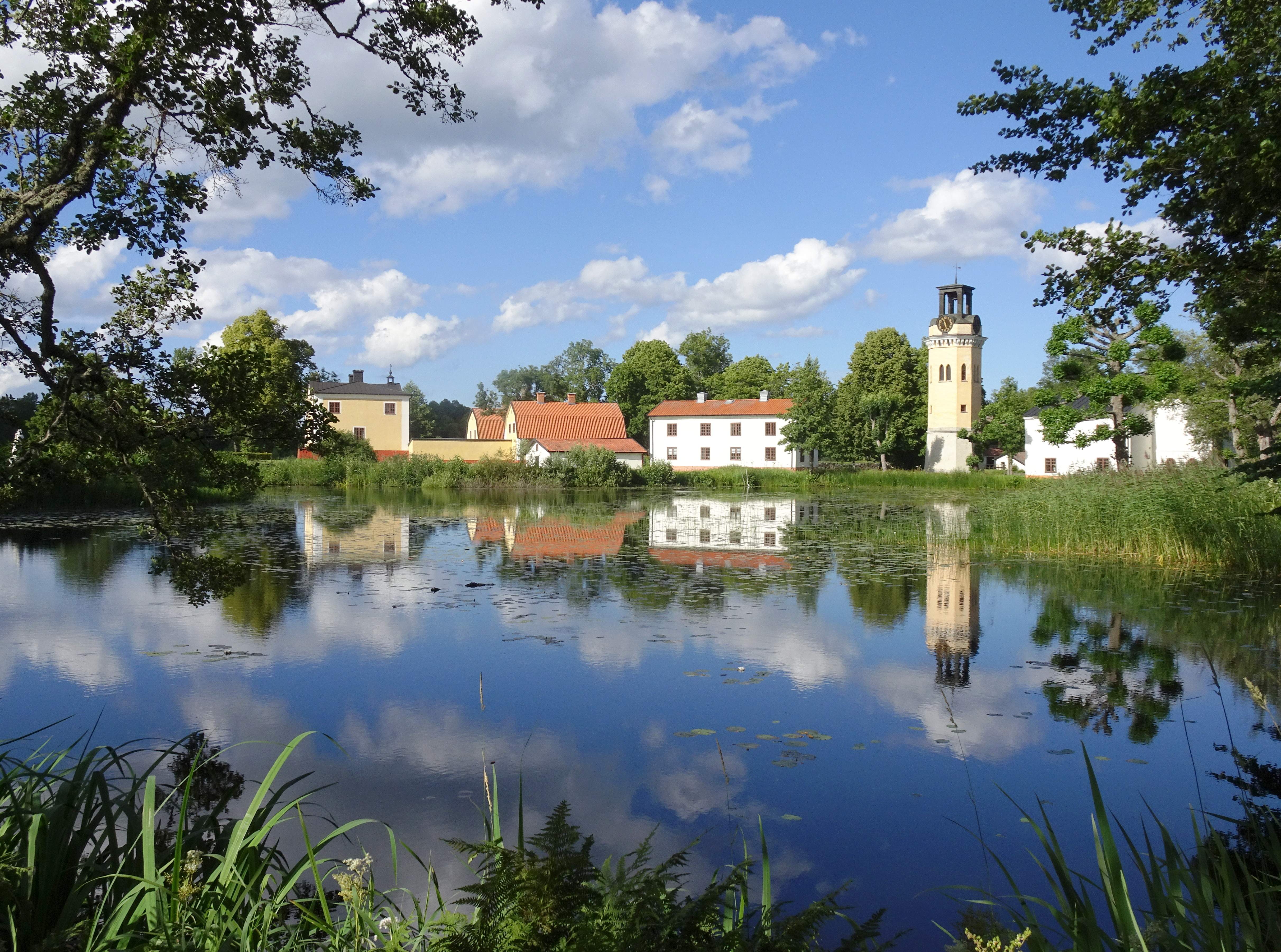
Norra dammen, gamla herrgården syns längst till vänster och klocktornet till höger.
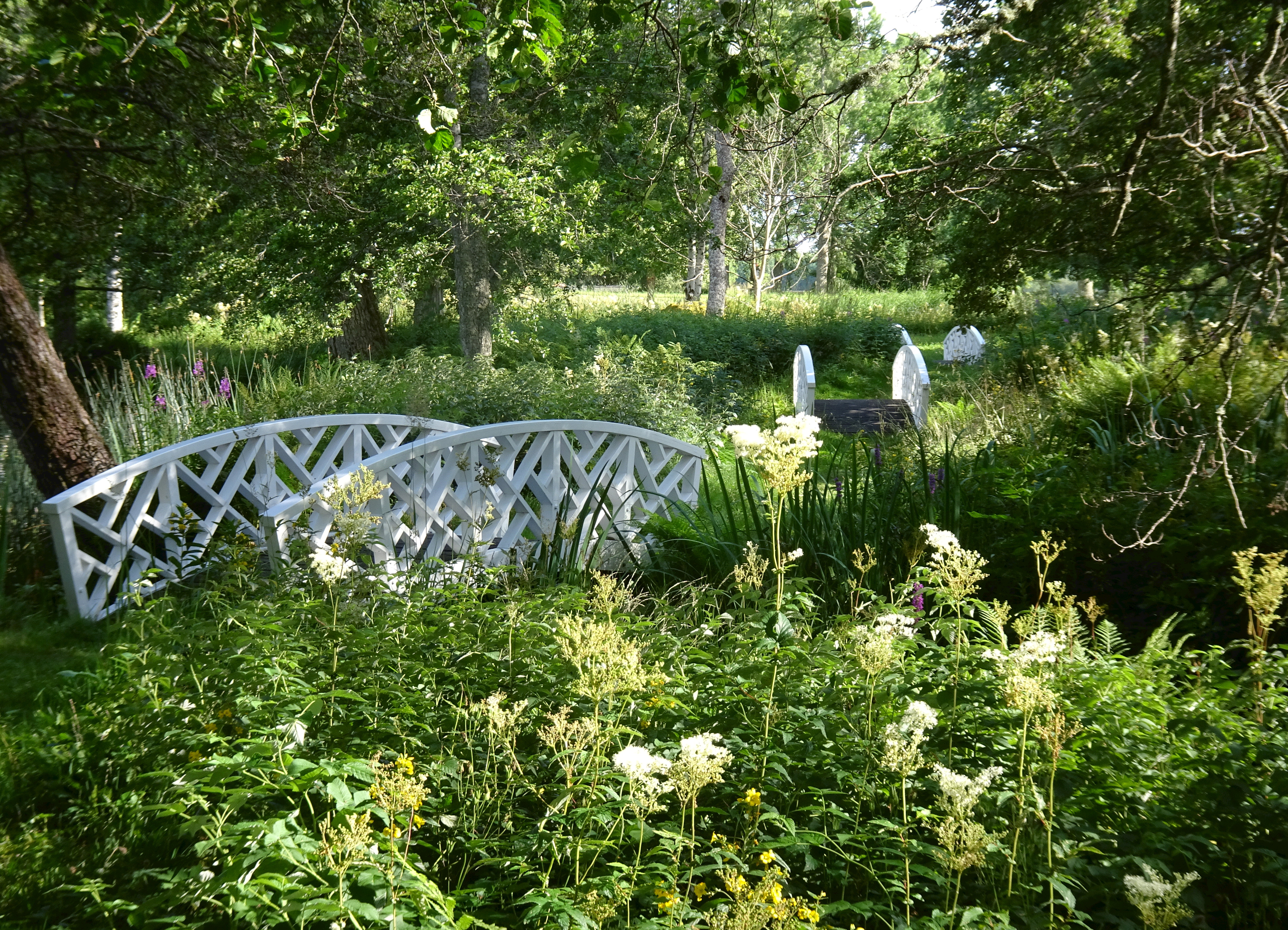
"Kinesiska" broar i engelska parken.
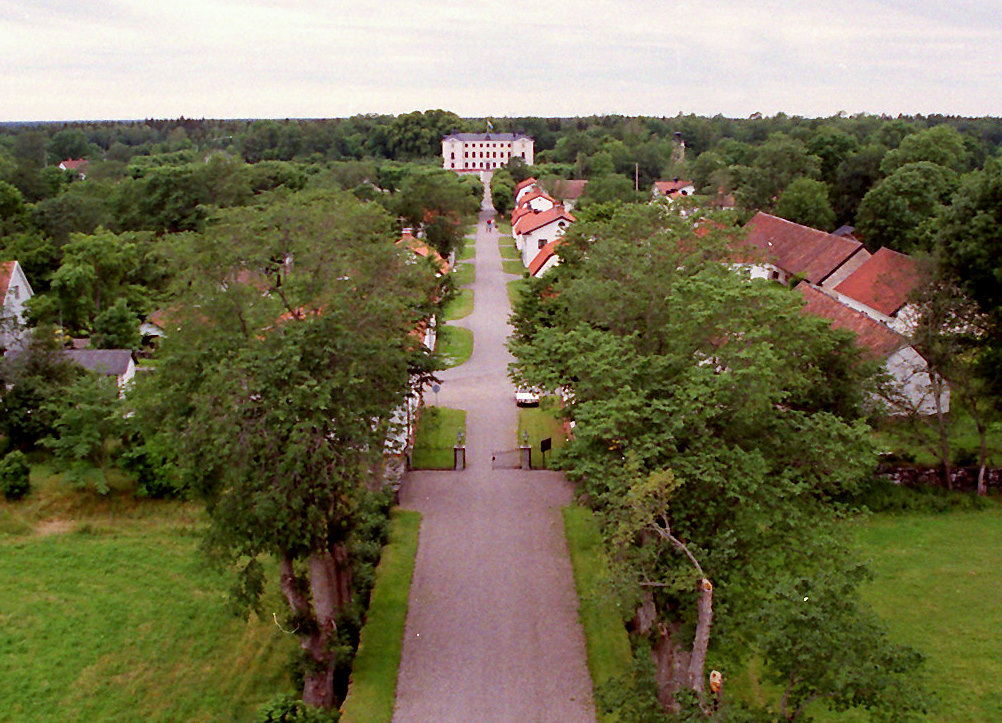
Bruksgatan med herrgården i fonden.
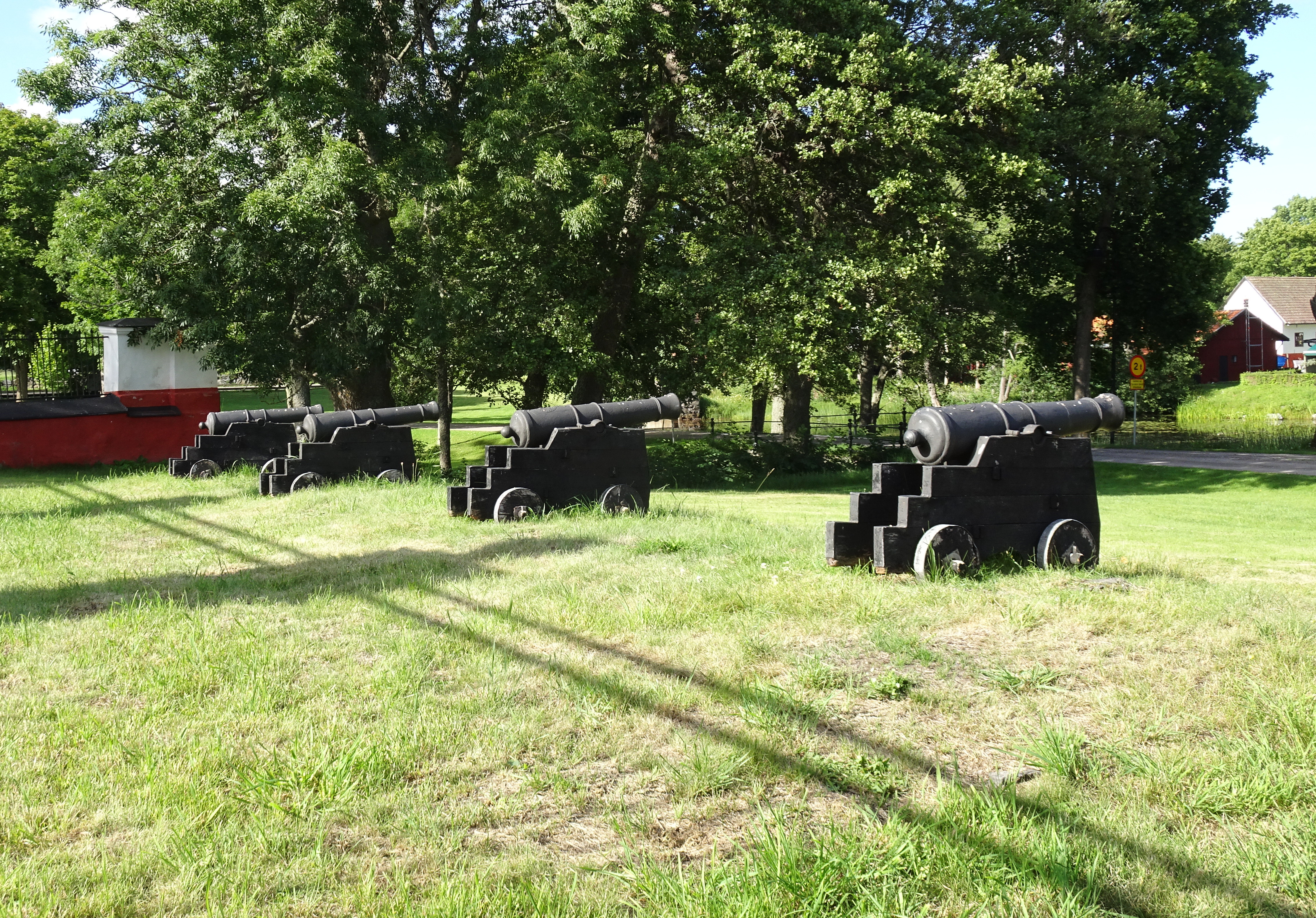
Salutkanonerna utanför herrgården
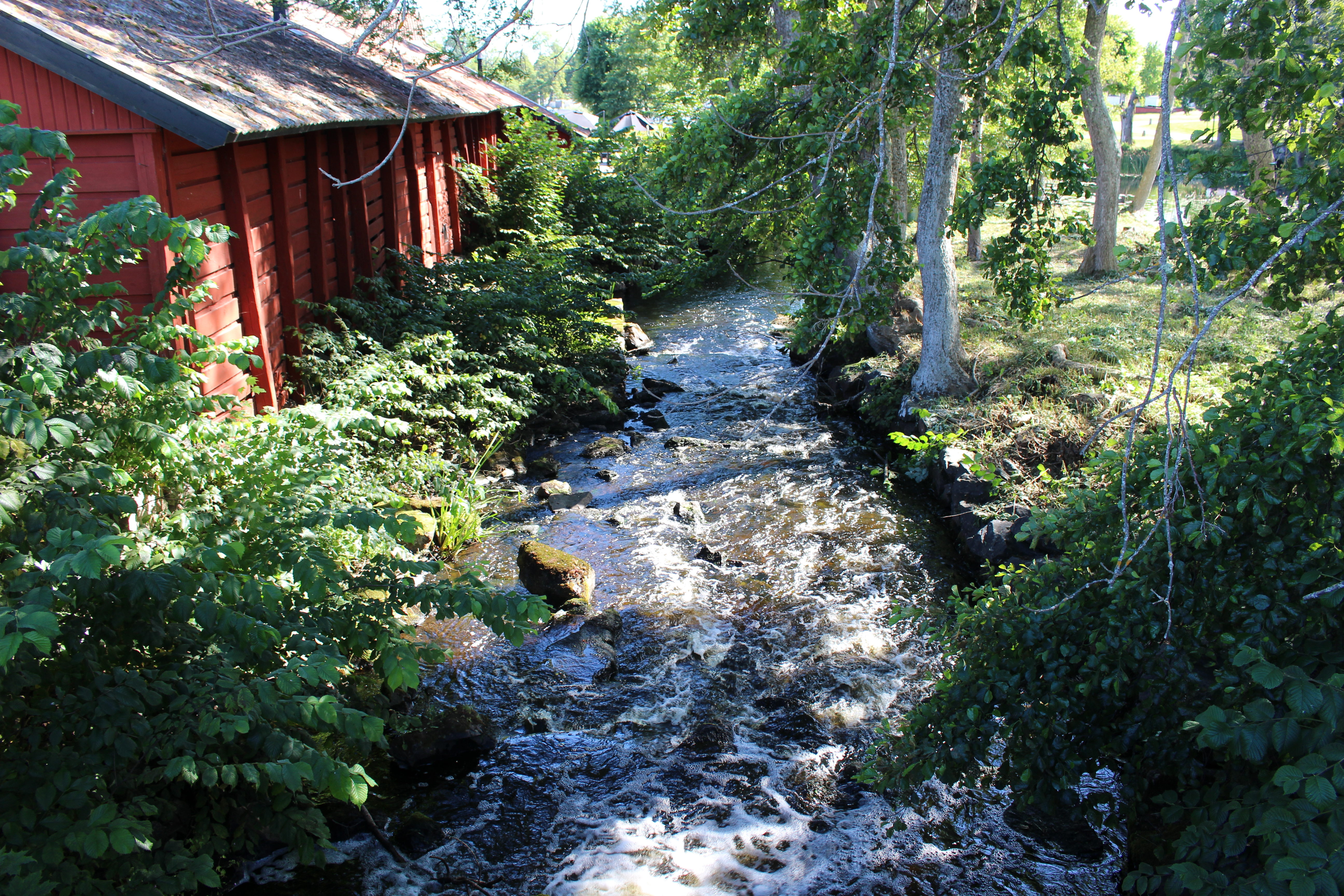
Bruksdammen